# Mr. Freeze (DC Comics)
Mr. Freeze (Dr. Victor Fries) is een fictieve superschurk uit de Batman strips van DC Comics. Hij werd bedacht door Bob Kane.
Mr. Freeze was een van de op een thema gebaseerde schurken uit de DC strips. In zijn geval was hij een gestoorde geleerde die zijn misdaden altijd baseerde op ijs en vrieskou. In de meeste incarnaties van het personage is dit vanwege een ongeluk waardoor hij alleen in koude omgevingen kan overleven.
Oorspronkelijk heette het personage Mr. Zero. Zijn naam Mr. Freeze werd pas bedacht toen hij verscheen in de Batman televisieserie uit de jaren 60. Deze serie leidde er tevens toe dat het personage een stuk populairder werd bij een groot publiek.

## Geschiedenis
Aanvankelijk stond Mr. Freeze in de Batman Strips bekend als een gestoorde geleerde die een ijskanon had ontworpen. Bij het testen van dit wapen ging er iets fout, en Freeze veranderde in een ijsman die alleen in koude omgevingen kon overleven. Nadien werd hij een crimineel. Deze versie van Freeze werd uiteindelijk gedood door de Joker.
Toen Freeze werd geïntroduceerd in de animatieserie Batman: The Animated Series, werd hij veranderd in een meer tragische en sympathieke schurk. Dit maakte hem zo populair dat DC besloot Freeze weer terug te laten keren in de strips, met een nieuw achtergrondverhaal bijna gelijk aan die uit de serie. In deze versie was Freeze als kind al geobsedeerd door het invriezen van dieren. Zijn ouders waren zo geschokt over zijn hobby dat hem naar een strenge kostschool stuurden. Later ontmoette hij op de hogere school een vrouw genaamd Nora, met wie hij uiteindelijk trouwde. Na hun huwelijk werd Nora ongeneeslijk ziek. Freeze besloot haar in een schijndode toestand te brengen door haar in te vriezen, in de hoop ooit een geneesmiddel voor haar ziekte te vinden. Voor dit invriezen maakte Freeze gebruik van technologie van de meedogenloze Ferris Boyle. Boyle ontdekte wat Freeze aan het doen was, en gooide hem in een vat met chemicaliën. Dit maakte dat Freeze zelf in een ijsman veranderde en voortaan alleen in koude omgevingen kon overleven.
Hierna werd Freeze een crimineel om wraak te nemen op Boyle. Toen Batman dit plan wilde verijdelden, werd per ongeluk Nora’s capsule verwoest. Freeze gaf Batman de schuld van de dood van zijn vrouw, en nam zich voor alles wat Batman lief had te verwoesten (met name Gotham City).

## Krachten en vaardigheden
Freeze’s misdaden zijn allemaal gebaseerd op ijs. Freeze is zelf veranderd in een ijsman die alleen kan overleven bij temperaturen onder het vriespunt. Hij draagt altijd een speciaal pak dat zijn lichaam koel houdt. Dit pak versterkt tevens zijn kracht.
Freeze gebruikt een ijskanon om alles op zijn pad te bevriezen. Hij kreeg wel een keer van de demon Nerron de gave om zelf dingen te bevriezen, maar die krachten waren slechts tijdelijk.

## In andere media

### Jaren 60 serie
In de Batman-televisieserie uit de jaren 60 werd Mr. Freeze gespeeld door achtereenvolgens George Sanders, Otto Preminger, en Eli Wallach. In deze serie was zijn echte naam Dr. Schimmel.

### The New Adventures of Batman
Freeze verscheen in een aflevering van de animatieserie The New Adventures of Batman, waarin zijn stem werd gedaan door Lennie Weinrib.

### DC Animated Universe
Freeze was een significant personage in het DC Animated Universe, waartoe onder andere de animatieseries Batman: The Animated Series, The New Batman Adventures en Batman of the Future behoren. In deze series kreeg hij zijn tragische achtergrond.
Aanvankelijk was hij op zoek naar een geneesmiddel voor zijn zieke vrouw Nora. Deze genezing lukte uiteindelijk in de direct-naar-video film Batman & Mr. Freeze: SubZero, waarin hij haar een orgaantransplantatie van Barbara Gordon gaf. Freeze zelf leek om te komen toen zijn schuilplaats werd vernietigd. Nora, denkend dat Freeze dood was, trouwde uiteindelijk met iemand anders. Toen Freeze weer opdook in The New Batman Adventures had hij niets meer om voor te leven. Derhalve werd hij een maniak die in heel Gotham iedereen wat hem/haar het meest dierbaar was ontnam. Ook werd duidelijk dat, door vele mislukte pogingen zichzelf te genezen, alleen zijn hoofd nog over was, wat in leven werd gehouden op een robotlichaam. Dit hoofd werd uiteindelijk ingevroren en pas 40 jaar later, in de serie Batman of the Future, weer gevonden. In deze serie kreeg Freeze een nieuw menselijk lichaam, maar al snel traden de oude symptomen van zijn mutatie weer op. Hij veranderde weer in de oude Mr. Freeze, en kwam definitief om het leven toen hij de nieuwe Batman hielp om de schurk Blight te verslaan.

### Batman & Robin
In de film Batman & Robin werd Freeze gespeeld door Arnold Schwarzenegger. In deze film is hij eveneens op zoek naar een geneesmiddel voor zijn vrouw. Hiervoor wil hij met een groot ijskanon Gotham City gijzelen en zo het geld dat hij nodig heeft voor zijn onderzoek eisen. Hij werkt samen met Poison Ivy, die zonder zijn weten Freeze’s vrouw probeert te vermoorden. Dankzij Batman mislukt dit. Aan het eind van de film helpt Freeze Batman om Alfred Pennyworth te genezen.

### The Batman
In de animatieserie The Batman is Mr. Freeze een simpele crimineel die door een ongeluk in een cryogeenlab in een ijsman veranderd. Deze versie van Mr. Freeze kan zelf dingen bevriezen en heeft derhalve geen ijskanon nodig. Ook is zijn gezicht vrijwel altijd ingevroren in een blok ijs waardoor men alleen zijn ogen ziet. Zijn stem werd ingesproken door de Nederlandse stemacteur Joey Hendricks.

### Gotham
Mr. Freeze verschijnt in de live-action televisieserie Gotham waarin we Victor Fries zien veranderen in Mr. Freeze met behulp van de experimenten van Hugo Strange. Mr. Freeze verschijnt vanaf seizoen 2 in de serie en wordt gespeeld door Nathan Darrow. 

### The Lego Batman Movie
Mr. Freeze verschijnt in LEGO-vorm als korte rol in The Lego Batman Movie. De stem van Mr. Freeze werd ingesproken door David Burrows. De Nederlandse stem van Mr. Freeze werd ingesproken door Rolf Koster. 

### Videospellen
Mr. Freeze verschijnt samen met zijn vrouw Nora in het computerspel Batman: Arkham City als een van de vijanden en later als tijdelijke bondgenoot. Tevens speelt Mr. Freeze een grote rol in de Cold, Cold Heart DLC van Batman: Arkham Origins. Ook verschijnt Mr. Freeze later nog in een korte rol in Batman: Arkham Knight. De stem van Mr. Freeze voor de Arkham-videospellen werd ingesproken door Maurice LaMarche. 